# Потапов, Алексей Степанович
Алексей Степанович Потапов (1 октября 1904, Курский район — 25 мая 1966, Севастополь) — советский военачальник, в годы Великой Отечественной войны участник обороны Севастополя 1941—1942 годов, командир 79-й морской стрелковой бригады Приморской армии, полковник.

## Биография
Родился в октябре 1904 года в селе Цветово (ныне Курского района Курской области) в крестьянской семье, русский. В Красной армии с 1926 года. Окончил Краснознамённые высшие стрелково-тактические курсы РККА «Выстрел». До войны проходил службу в 7-м стрелковом полку 3-й Крымской стрелковой дивизии. С 1933 года служил на Черноморском флоте. В 1940 году он был назначен помощником начальника строевого отдела Севастопольского военно-морского училища береговой обороны ВМФ имени ЛКСМУ, а в начале 1941 года стал преподавателем кафедры тактики.
В годы Великой Отечественной войны участвовал в обороне Одессы — командовал посланным из Севастополя на помощь одесситам 1-м добровольческим отрядом морской пехоты. Провел рейд в тыл противника, проявив при этом личные храбрость, отвагу и смелость.
В обороне Севастополя принимал участие в должности командира 79-й стрелковой бригады, которая вела бои на направлении наступления главной группировки противника.
В июле 1942 года 79-я морская стрелковая бригада под командованием Потапова вместе с другими частями 3-го сектора обороны Севастополя принимала участие в боях на Херсонесском мысе в районе 35-й береговой батареи, прикрывая эвакуацию из Севастополя. Во время обеспечения посадки личного состава на корабле Потапов был ранен. При поддержке морских пехотинцев он был поднят на борт тральщика и доставлен в Новороссийск.
В дальнейшем командовал 255-й Таманской дважды Краснознаменной ордена Суворова II степени и Кутузова бригадой морской пехоты, 254-й бригадой морской пехоты Северного оборонительного района, 410-м стрелковым полком главной базы Черноморского флота.

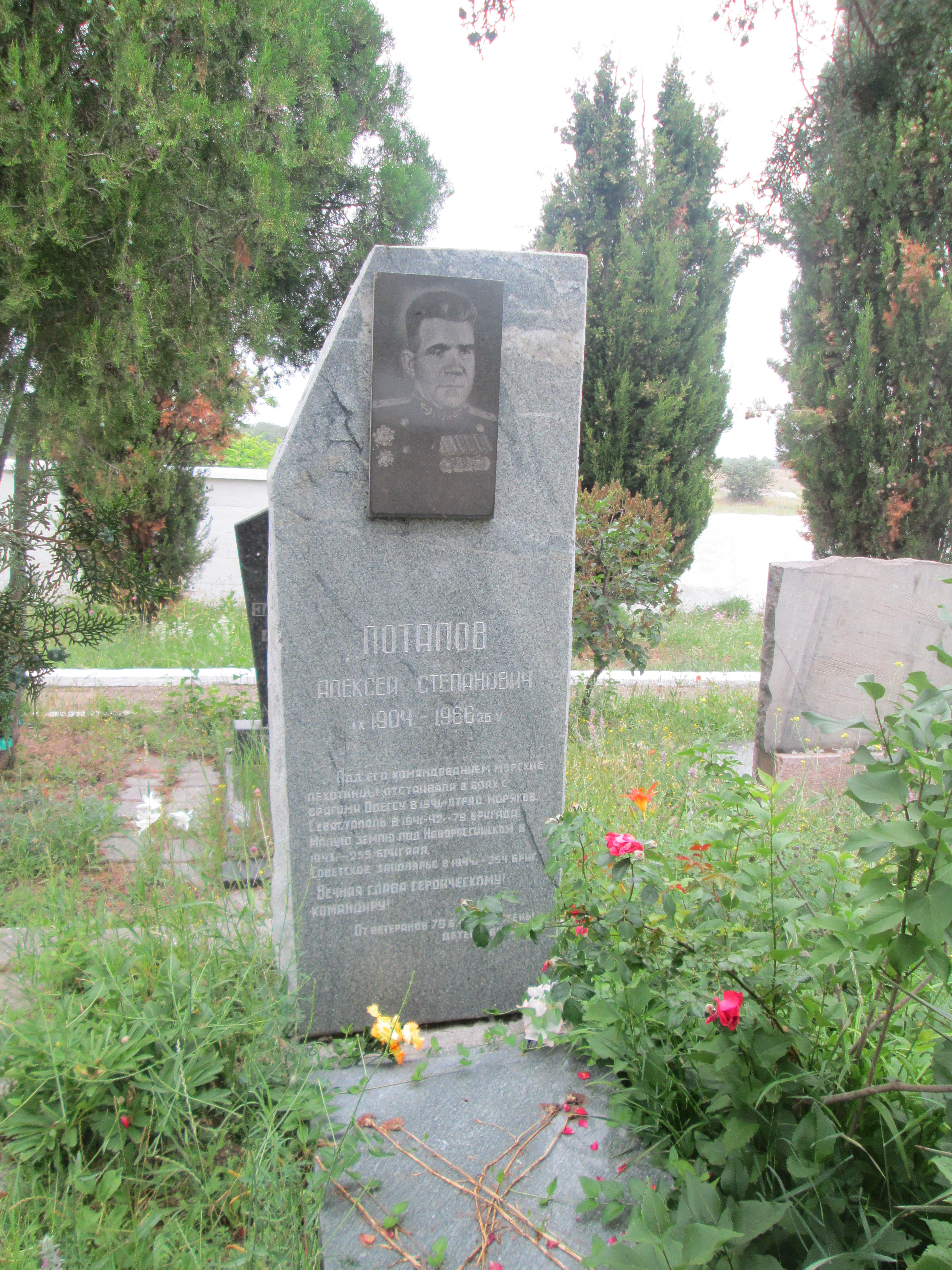
Могила Алексея Потапова

Скончался 25 мая 1966 года. Похоронен в Севастополе, на Мемориальном братском кладбище советских воинов в Дергачах.

## Награды
Награждён орденом Ленина (16.09.1941), тремя орденами Красного Знамени, двумя орденами Отечественной войны I степени, орденом Красной Звезды, орденом Нахимова II степени, медалями «За оборону Одессы», «За оборону Севастополя», «За оборону Кавказа», «За оборону Советского Заполярья».

## В искусстве
В художественном фильме «Море в огне», снятом в 1970 году на киностудии «Мосфильм» режиссёром Л. Н. Сааковым, роль полковника А. С. Потапова исполняет актёр В. Т. Кашпур.